# Аматян
Аматян (яп. あまちゃん, «Юная ныряльщица») — 88-я асадора (утренняя дорама), снятая на основе романа писателя Канкуро Кудо. Демонстрировалась на канале NHK с апреля по сентябрь 2013 года. Главная героиня, Аки Амано — старшеклассница, которая переезжает из Токио на побережье северного региона Тохоку, чтобы стать ныряльщицей — ама.

## Сюжет
Летом 2008 года, получив известие о тяжёлом состоянии бабушки Нацу Амано, 16-летняя Аки вместе с матерью Харуко из Токио впервые приезжает в родной посёлок, который находится в далёкой префектуре Иватэ. По приезде обнаруживается, что тяжёлое состояние бабушки было всего лишь ложью, чтобы заставить Харуко вернуться и стать преемницей звания «Северная ныряльщица». Когда ложь становиться очевидной, Харуко начинает собираться обратно в Токио, но Аки, успевшая подружиться с местными ныряльщицами и почувствовавшая свои корни, не хочет возвращаться…

## Интересные факты
- Вымышленный посёлок Содэгахама возле вымышленного города Кита-Санрику находится на побережье Косодэ вблизи города Кудзи.
- Сериал принёс пострадавшему от землетрясения региону Тохоку доход равный примерно 32,8 млрд йен.[1]
- В 2013 году «Дже-дже-дже» — фраза из диалекта, выражающая удивление, стала одной из фраз года — «рю:ко:го» (яп. 流行語).[2]
- За последнее десятилетие среди утренних сериалов компании NHK рейтинг Аматян (20,6 %) уступает лишь Umechan Sensei (20,7 %).[3] По рейтингу спутникового телевидения NHK Аматян заняла первое место.[4]

## Галерея

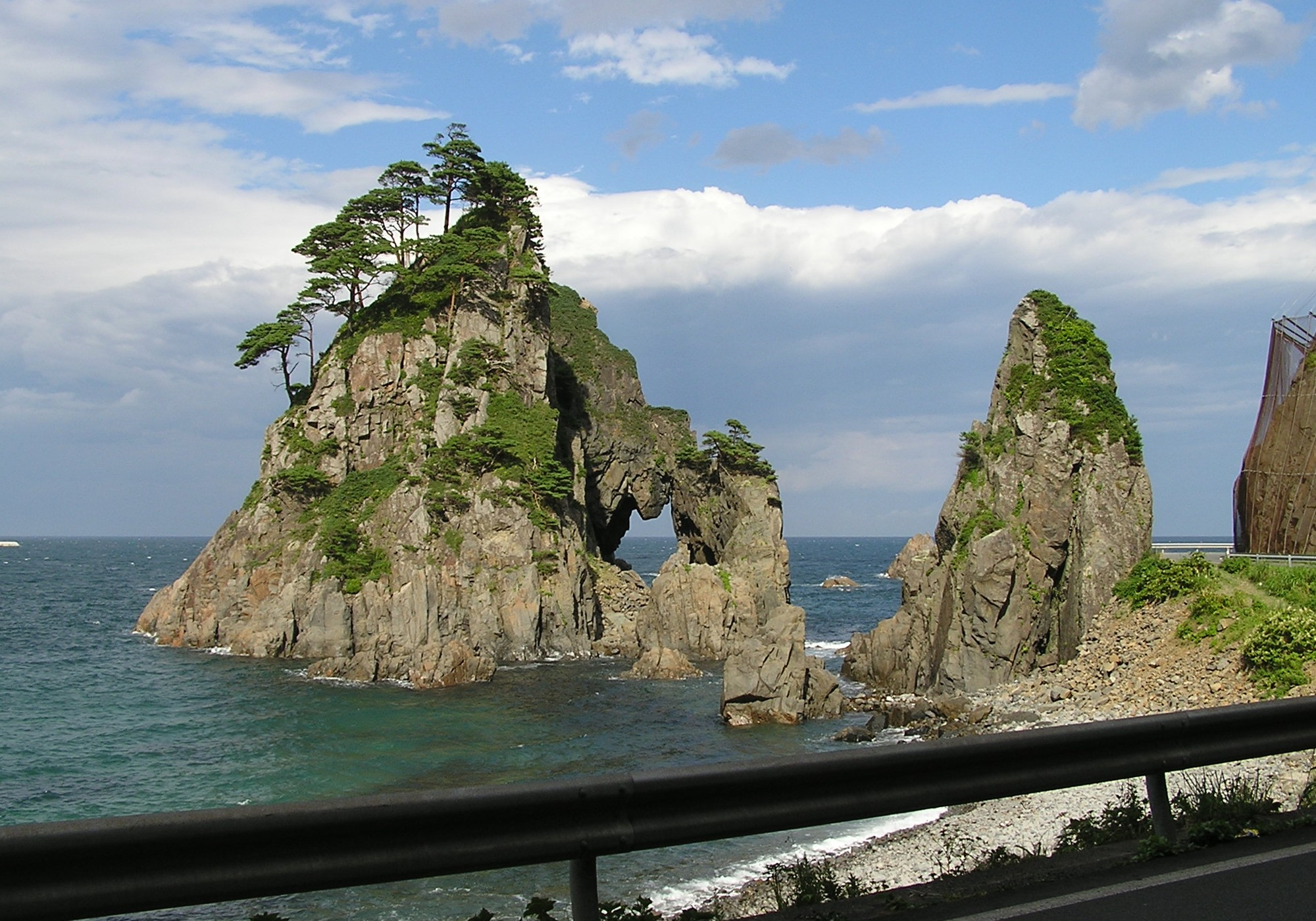
г. Кудзи, побережье Косодэ
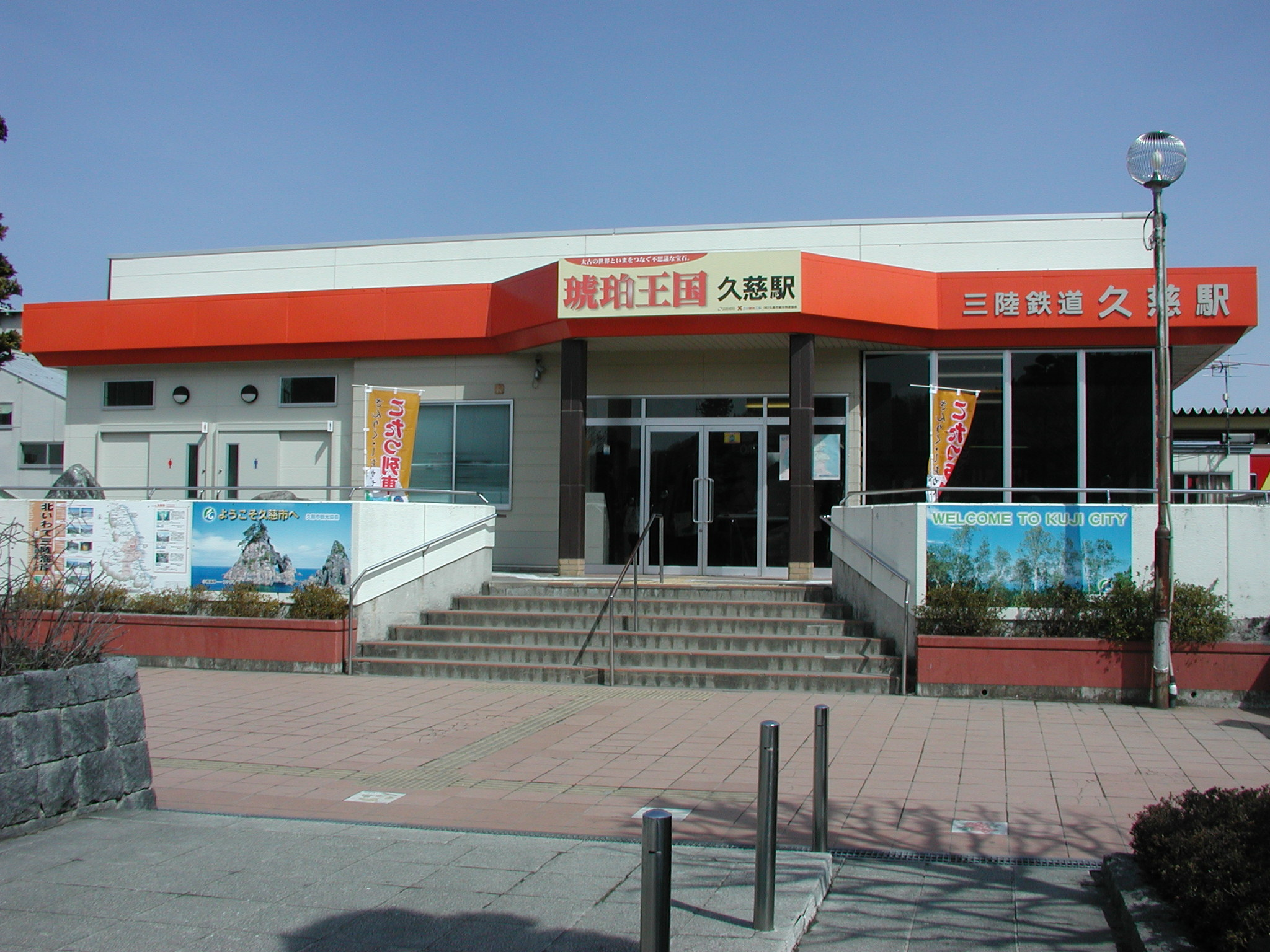
Станция Кудзи на железной дороге Санрику
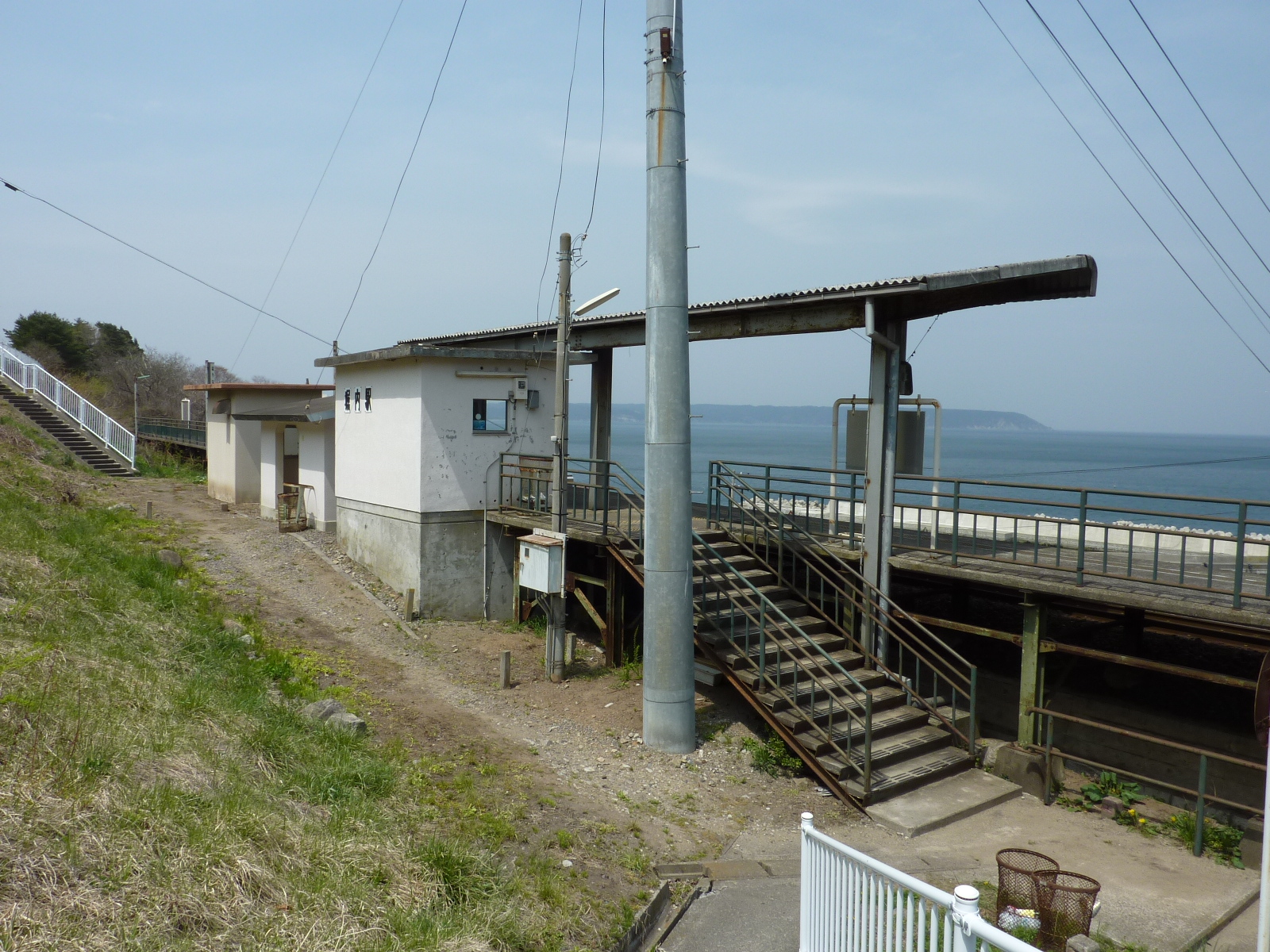
Станция Хоринай на железной дороге Санрику
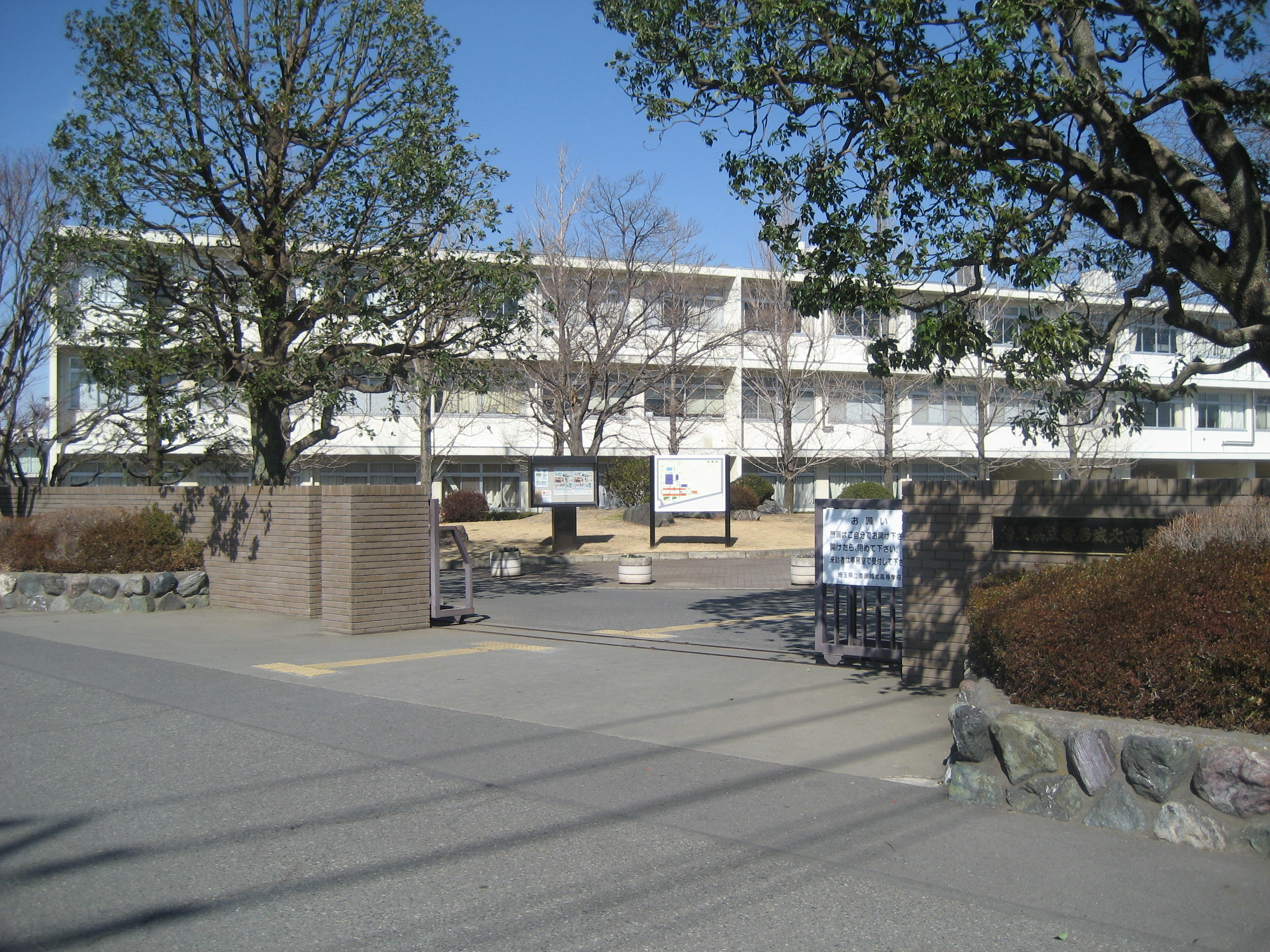
Старшая школа Ёрии-Дзёхоку в Сайтаме
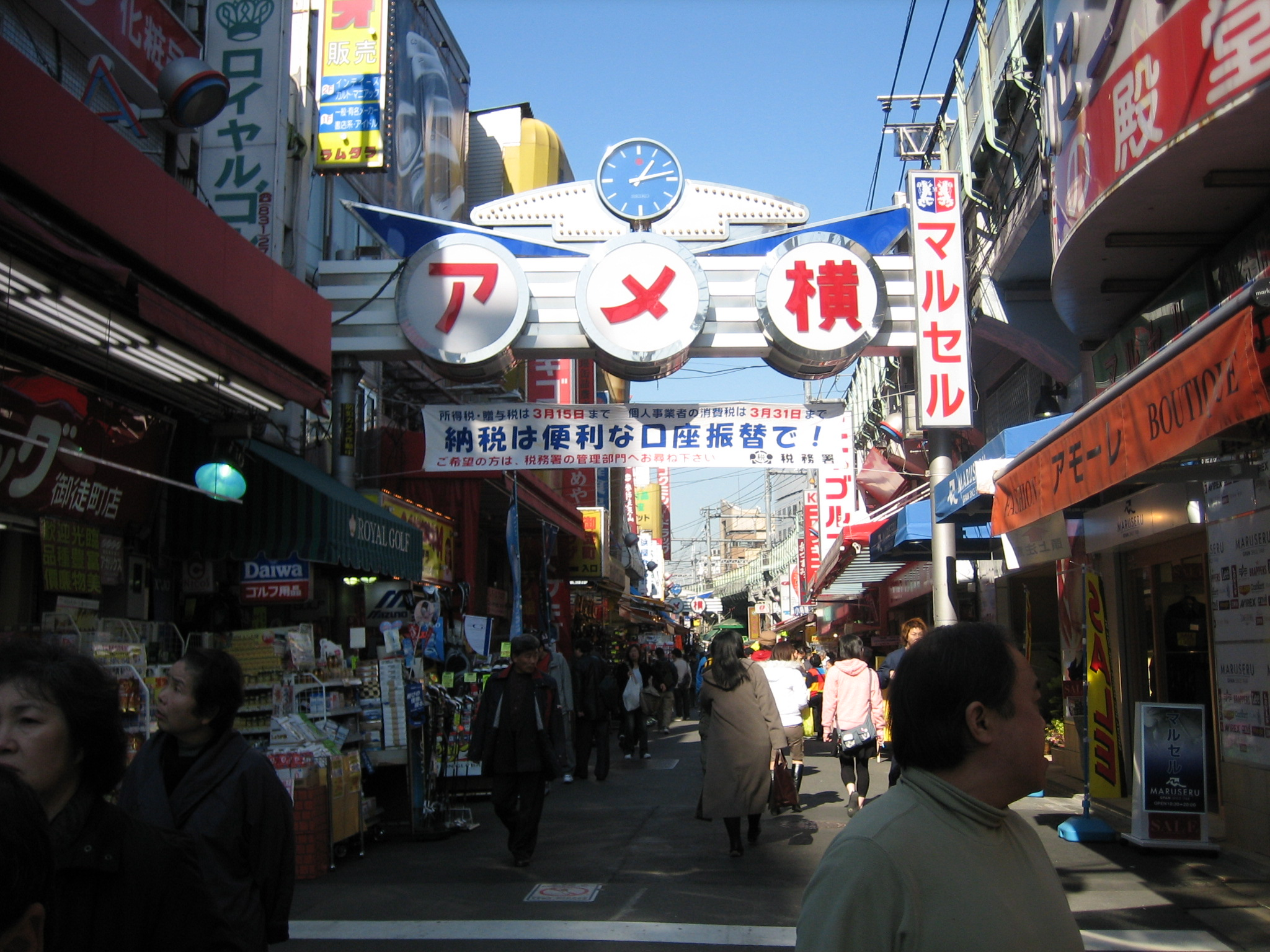
Торговый квартал Амэяёко в Уэно